# Haworthia rossouwii var. minor
Haworthia rossouwii var. minor és una varietat de Haworthia rossouwii del gènere Haworthia de la subfamília de les asfodelòidies.

## Descripció
Haworthia rossouwii var. minor és una petita suculenta perennifòlia. La mida de la rosseta és de fins a 3 cm de diàmetre, el color és de color verd groguenc clar. Les fulles són més estretes amb espines més prominents. Les puntes de les fulles són translúcides. Alguns clons fan fillols lentament en el cultiu.

## Distribució
Aquesta varietat creix a la província sud-africana del Cap Occidental, on només se coneix a la zona nord de Bredasdorp de la granja Rooivlei.

## Taxonomia
Haworthia rossouwii var. minor va ser descrita per (M.B.Bayer) M.B.Bayer i publicat a Haworthia Update 7(4): 36, a l'any 2012.
Etimologia
Haworthia: nom en honor del botànic britànic Adrian Hardy Haworth (1767-1833).
rossouwii: epítet en honor de Gerhard Rossouw, jardiner del Jardí Botànic Nacional de Kirstenbosch i del Jardí Karoo de Worcester.
var. minor: epítet llatí que significa "menor, petit, insignificant".
Sinonímia
- Haworthia heidelbergensis var. minor M.B.Bayer, Haworthia Revisited: 82 (1999). (Basiònim/Sinònim substituït)
- Haworthia rooivleiensis Breuer, Gen. Haworthia 1: 7 (2010).[6]